# Carl Wehle
Carl Wehle, född 17 mars 1825 i Prag, död 2 juni 1883 i Paris, var en tjeckisk pianist och kompositör.

## Biografi
Carl Wehle arbetade som pianist och kompositör i Paris. Han gjorde en konsertresa i Europa 1858 och i Engelska besittningar i Asien 1864.